# Chilluévar (kommunhuvudort)
Chilluévar är en kommunhuvudort i Spanien.   Den ligger i provinsen Provincia de Jaén och regionen Andalusien, i den södra delen av landet, 270 km söder om huvudstaden Madrid. Chilluévar ligger 710 meter över havet och antalet invånare är 1 693.
Terrängen runt Chilluévar är kuperad, och sluttar västerut. Runt Chilluévar är det glesbefolkat, med 20 invånare per kvadratkilometer. Närmaste större samhälle är Cazorla, 9,9 km söder om Chilluévar. Trakten runt Chilluévar består till största delen av jordbruksmark.